# نورهس
نورهس (Nurhaci) (مانشو: (Manchu) ; (بالصينية المبسطة: 努尔哈赤; بالصينية التقليدية: 努爾哈赤; البينيين: Nǔ'ěrhāchì); بدلاً من نورهاكي (Nurhachi)؛ 21 فبراير 1559 – 30 سبتمبر 1626) هو زعيم جورشن الذي برز على الساحة في أواخر القرن السادس عشر في منشوريا (Manchuria). كان نورهس جزءًا من عشيرة أيسين غيورو (Aisin Gioro)، وقد تولى الحكم من عام 1616 حتى وافته المنية في سبتمبر عام 1626.
أعاد نورهس ترتيب وتوحيد قبائل جورشن العديدة (فيما بعد "مانشو")، ووحد نظام الرايات الثماني العسكري، وأخيرًا شن هجوماً على أسرة مينج (Ming Dynasty) وأسرة جوسون (Joseon Dynasty) بـكوريا . وقد كان استيلائه على مقاطعة لياونينغ (Liaoning) بشمال شرق الصين بمثابة نقطة انطلاق لذريته من أجل الاستيلاء على ما تبقى من الصين، الذين اسستمروا ليؤسسون أسرة كينج (Qing Dynasty) عام 1644. ويرجع إلى نورهس الفضل عمومًا في إنشاء نصوص مكتوبة للغة المانشو (Manchu language).

## قائمة المصادر
- Fuchs، Walter (1935)، "Der Tod der Kaiserin Abahai i. J. 1626. Ein Beitrag zur Frage des Opfertodes (殉死) bei den Mandju [The death of empress Abahai in 1626: a contribution to the question of sacrificial death among the Manchus]"، Monumenta Serica، ج. 1، ص. 71–81.
- Roth Li، Gertraude (2002)، "State Building before 1644"، في Peterson، Willard J. (ed.) (المحرر)، Cambridge History of China, Vol. 9, Part 1: The Ch'ing Dynasty to 1800، Cambridge: Cambridge University Press، ص. 9–72، ISBN:0-521-24334-3 {{استشهاد}}: |محرر-الأول= باسم عام (مساعدة).
- Wakeman، Frederic (1985)، The Great Enterprise: The Manchu Reconstruction of Imperial Order in Seventeenth-Century China، Berkeley, Los Angeles, and London: University of California Press، ISBN:0-520-04804-0، مؤرشف من الأصل في 2020-04-26. In two volumes.